# Герефорд і Вустер
Герефорд і Вустер [ˈhɛrəfərd...ˈwʊstər] було англійським неметричним графством, створеним 1 квітня 1974 року відповідно до Закону про місцеве самоврядування 1972 року з територій колишнього адміністративного графства Герефордшир, більшої частини Вустершира (за винятком Гейлсоуена, Стоурбріджа та Варлі, які стали частиною Вест-Мідлендс) і графство Вустер. Метою Закону було підвищити ефективність місцевого самоврядування: два графства є одними з менших і менш густонаселених графств Англії, особливо після того, як той самий Закон переніс деякі з найбільш урбанізованих районів Вустершира до Вест-Мідлендсу.
Графство межувало з Шропширом, Стаффордширом і Вест-Мідлендсом на півночі, Уорікширом на сході, Глостерширом на півдні та Гвентом і Повісом в Уельсі на заході. Його було скасовано в 1998 році та повернуто, з деякими передачами території, до двох окремих історичних графств Герефордшир і Вустершир.

## Створення

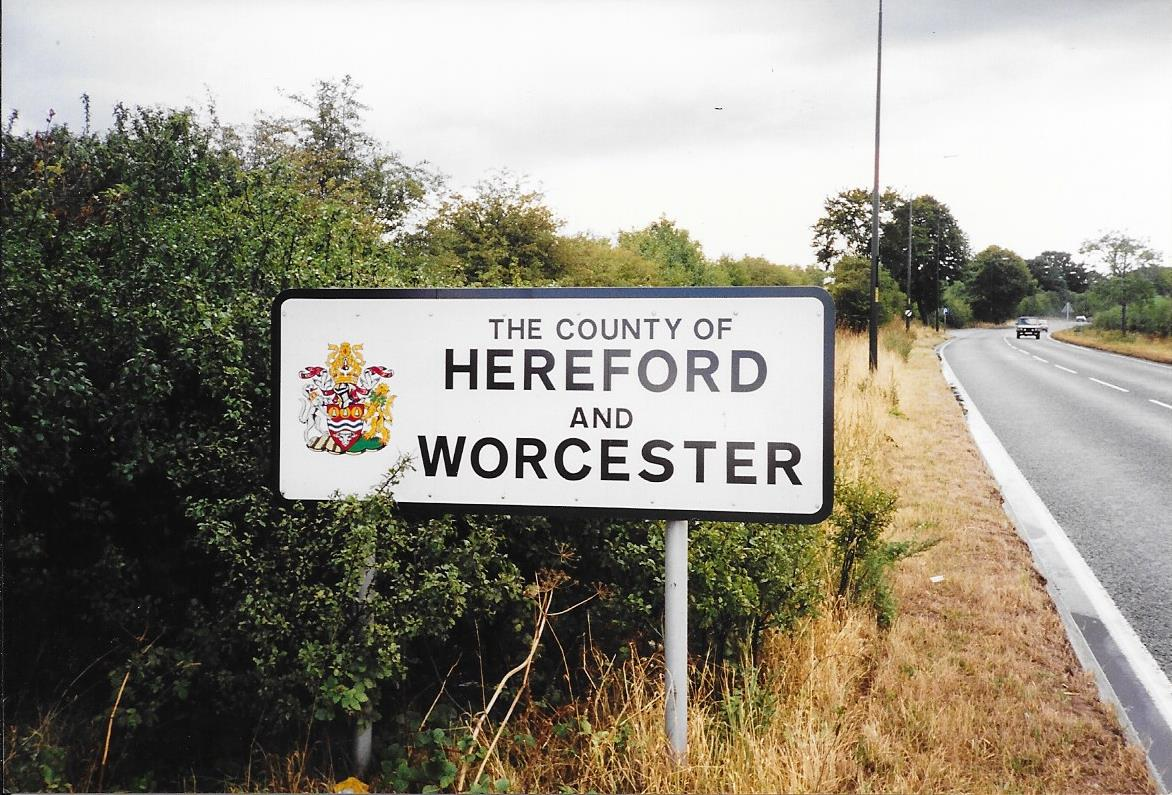
Герефорд і Вустер дорожній знак

Комісія з визначення кордонів місцевого уряду в 1948 році запропонувала об’єднати два повіти, але пропозиції цієї Комісії не були реалізовані. Злиття Герефордшира з Південним Вустерширом було знову запропоновано в Доповіді Редкліффа-Мода в 1969 році, і було збережено в Білій книзі Консервативної партії в лютому 1971 року (отримання більшої частини Вустершира), хоча назва не була названа. У законопроекті про місцеве самоврядування, внесеному до парламенту в листопаді 1971 року, графство було названо «Малверншир» на честь пагорбів Малверн, які були приблизно в географічному центрі нового графства і формували колишній кордон. Ця назва була висміяна та була змінена під час проходження законопроекту через парламент. Була також запропонована назва Wyvern, що поєднує назви річок, що протікають через два міста та округи: річка Вай через Херефорд і річка Северн через Вустер; віверна — емблема дракона, яка часто зустрічається в геральдиці. Комерційна радіостанція для регіону Wyvern FM була створена в 1982 році з використанням цього натяку. Це також було використано набагато пізніше FirstGroup, яка перейменувала свої автобусні операції в районі First Wyvern на відміну від більш історичного First Midland Red, який використовувався раніше.
У Герефордширі проживало близько 140 000 осіб, що набагато менше, ніж у Вустерширі (приблизно 420 000, і тому зміна була сприйнята в Герефордширі як поглинання, а не злиття, особливо після того, як з'ясувалося, що адміністративний центр мав бути розташований у на схід від міста Вустер. Це ніколи не викликало лояльності мешканців. Було розпочато кампанію «Руки геть від Герефордширу», і ця пропозиція зустріла опір у раді графства Херефордшир.